# Karłowo (powiat kartuski)
Karłowo (dodatkowa nazwa w j. kaszub. Karłowò) – wieś w Polsce, położona w województwie pomorskim, w powiecie kartuskim, w gminie Sierakowice
Wieś leży na Pojezierzu Kaszubskim. Przez Karłowo przebiega szlak konny.
W latach 1975–1998 Karłowo należało administracyjnie do województwa gdańskiego.
Przed 2023 r. miejscowość była częścią wsi Tuchlino.